# 莫納洛亞 (夏威夷州)
莫納洛亞（英語：Maunaloa）是位於美國夏威夷州茂宜縣的一個人口普查指定地區。

## 地理
莫納洛亞的座標為21°08′11″N 157°12′51″W / 21.13639°N 157.21417°W，而該地最高點為海拔高度271米（即889英尺）。

## 人口
根據2010年美國人口普查的數據，莫納洛亞的面積為1.90平方千米，均為陸地。當地共有人口376人，而人口密度為每平方千米197.89人。